# Jerzy Leszkowicz-Baczyński
Jerzy Leszkowicz-Baczyński (ur. 1957) – polski socjolog, dr hab. nauk humanistycznych, profesor uczelni Instytutu Socjologii Wydziału Pedagogiki, Psychologii i Socjologii Uniwersytetu Zielonogórskiego.

## Życiorys
21 września 1993 obronił pracę doktorską Wybrane cechy położenia społecznego niektórych kategorii współczesnej inteligencji polskiej, 20 października 2008 habilitował się na podstawie pracy zatytułowanej Klasa średnia w Polsce. Analiza wybranych wyznaczników sytuacji zawodowej i położenia społecznego. Został zatrudniony na stanowisku profesora nadzwyczajnego w Collegium Da Vinci, w Instytucie Socjologii na Wydziale Nauk Pedagogicznych i Społecznych Uniwersytetu Zielonogórskiego.
Był profesorem nadzwyczajnym w: Collegium da Vinci w Poznaniu, Wyższej Szkole Menedżerskiej w Jeleniej Górze, Wyższej Szkole Menedżerskiej w Legnicy. Profesor uczelni w Instytucie Socjologii na Wydziale Pedagogiki, Psychologii i Socjologii Uniwersytetu Zielonogórskiego.